# Théophile Mandar
Pour les articles homonymes, voir Mandar (homonymie).
Michel-Philippe Mandar, connu sous le nom de Théophile Mandar, né le 19 septembre 1759 à Marines et mort à Paris le 30 avril 1822, est un homme politique et homme de lettres français. Il s'engage pleinement dans la Révolution française, soutenant ses idéaux de liberté et d'égalité marqué par la lecture et la traduction des républicains britanniques.

## Biographie
Issu membre d'une famille bourgeoise d'île-de-France, neveu du père Mandar, oratorien célèbre en son temps qui se charge de son éducation, commis de la guerre, il est le frère de l'architecte Charles-François. Mandar exerce le métier d'écrivain et de traducteur dans la France prérévolutionnaire. Il prend à une part active à l’insurrection dès le 12 juillet 1789 et participe à la prise de la Bastille. Il occupe des fonctions au sein des sections parisiennes et fréquente le club des Cordeliers, dont il est un des membres les plus actifs, le Cercle social et la Confédération des Amis de la Vérité. 
Après la fuite de Varennes, il s'associe aux campagnes de pétitions contre la monarchie, mais il prend position contre le serment des tyrannicides prêté au Champ-de-Mars dans Le Moniteur universel du 22 juillet 1791.
Il est présent aux journées du 20 juin et du 10 août 1792 mais tente de s'opposer en vain puis condamne les massacres de septembre.
En 1793, Mandar est nommé commissaire national du conseil exécutif pour l'organisation du département du Mont-Terrible. Après Thermidor, il devient membre du Comité d'instruction publique. Il est alors proche du mouvement des Théophilantropes dont il partage la sensibilité religieuse et les idées. Au cours de l'année 1798, il est présent à Troyes, comme l'atteste un passeport délivré par la municipalité le 7. Probablement en mission pour le ministre de la Police Sotin dont il est proche, il se rend en Suisse. À Bâle, il est arrêté par le consul Mengaud, qui le fait passer pour fou avant de le libérer sur ordre du Directoires.
Sous la Convention nationale et l'Empire, il bénéficie d'un programme de soutien aux traducteurs. Il se spécialise dans la littérature de voyage de l'anglais vers le français et publie également des traités sur l'insurrection populaire, à ses yeux fondement des principes démocratiques, ainsi que plusieurs volumes de poésie. Il termine sa carrière dans le dénuement et malgré des aides ponctuelles du gouvernement impérial, il vit dans des conditions précaires jusqu'à sa mort.
En 1814, le tsar Alexandre Ier exprime le souhait de le rencontrer. Surpris par sa petite taille, il lui fait remarquer, ce à quoi Mandar répond fièrement : « Sire, il n'y a rien de plus petit qu'une étincelle. » Bonaparte, ayant lu des extraits de son poème Le Chant du crime, souhaite également le rencontrer et s'étonne de sa taille, affirmant qu'il ne reconnaît pas en lui « l'homme du manuscrit ».

## Publications
- Observation sur l'esclavage et le commerce des nègres, Paris, Lavillette, 1790 ;
- Insurrections, ouvrage philosophique et historique, 1793, in-8° ;
- Sur les rapports de l'insurrection avec la liberté et la prospérité des empires, 1793 ;
- Le Génie des siècles, poème en prose, 2e édit., 1795, in-8°, à la suite de laquelle on trouve un discours contre les journées de septembre ;
- Voyage à Sophopolis, 1796 ;
- Mémoire au ministère de la justice, sur les accusations majeures portées au Conseil des Cinq-cents, contre l'ex-ministre Schérer, Poignée et chez Dentu, Paris, 1799 ;
- Adresse au roi de la Grande-Bretagne sur l’urgence, les avantages et la nécessité de la paix, 2e édit., 1799, in-8 ;
- Pièces pour le sacre, 1804 ;
- Chant de Calliope, 1812 ;
- Nouveau " Nunc dimittis ", ou cantique d'un vieillard, à l'occasion de l'heureuse naissance de Son Alt.se Royale Monseigneur le Duc de Bordeaux, à Paris, Le 29 septembre 1820, Leblanc, Paris, 1820 [lire en ligne]

Il a laissé en manuscrit deux ouvrages, l’un la Gloire et son frère, l’autre le Phare des rois, poème en 11 chants, où l’on trouve le Chant du crime qui en fit prohiber l’impression en 1809.

## Traductions
- Voyage de W. Coxe en Suisse, 1790, 3 vol. in-8° ;
- Voyage au pays des Hottentots, par W. Paterson, 1791, in-8° ;
- The Case of the Commonwealth of England, stated (1650) de Marchamont Nedham, intitulée, De la souveraineté du peuple et de l'excellence d'un état libre, par Marchamont Needham. Traduit de l'anglais, et enrichi des notes de J. J. Rousseau, Mably, Bossuet, Condillac, Montesquieu, Letrosne, Raynal, Paris, Lavillette, 1790 ;
- Voyage dans les montagnes de l’Écosse, par John Knox, Paris, 1790, 2 vol.  ;
- Voyages en retour de l’Inde en Europe, par terre, par Thomas Howel, 1797, in-4° ;

Il a contribué à la traduction de la Description de l’Indostan, par James Rennel, et y a joint des notes.

## Sources
- François-Xavier Feller, Biographie universelle, ou Dictionnaire historique des hommes qui se sont fait un nom par leur génie, leurs talents, leurs vertus, leurs erreurs ou leurs crimes, vol. 5, Paris, J. Leroux, Jouby, 1849 (lire en ligne), p. 450.
- (en) Rachel Hammersley, French Revolutionaries and English Republicans. The Cordeliers Club, 1790-1794, Boydell Pree, 2005.
- Jacques-Alphonse Mahul, Annuaire nécrologique, ou Supplément annuel et continuation de toutes les biographies ou dictionnaires historiques, 3e année, 1822, Paris : Ponthieu, 1823, p.150-153
- Raymonde Monnier, « Traduction, transmission et révolution : enjeux rhétoriques de la traduction des textes de la conception républicaine de la liberté autour de 1789 », Annales historiques de la Révolution française, no  364, 2011, p. 29-50.
- Raymonde Monnier, « Needham, Machiavel ou Rousseau ? Autour de la traduction par Mandar de The Excellency of a Free State » dans Marc Belissa, Yannick Bosc, Florence Gauthier (dir.), Républicanismes et droit naturel. Des Humanistes aux révolutions des droits de l’homme et du citoyen, Paris, Kimé, 2009.
- Jacques Vieilh de Boisjolin, Alphonse Rabbe et Charles-Augustin Sainte-Beuve, Biographie universelle et portative des Contemporains : ou Dictionnaire historique des hommes célèbres de toutes les nations, morts ou vivants, qui, depuis la révolution française, ont acquis de la célébrité par leurs écrits, leurs actions, vol. 2, t. 1, Paris, Au bureau de la biographie, 1826, 824 p. (lire en ligne), p. 434.